# Сенкевич, Александр Фёдорович
Алекса́ндр Фёдорович Сенке́вич (укр. Олександр Федорович Сєнкевич; 4 февраля 1982, Николаев, УССР, СССР) — украинский политический деятель и бизнесмен, городской голова Николаева, руководитель Николаевского городского отделения «Самопомощи», директор ООО «Блинк Риекшен Интернешенел».

## Биография
Родился 4 февраля в 1982 году. Отец покинул семью, когда Александру Сенкевичу было шесть лет. Жил с братом и матерью.
Три года работал преподавателем в компьютерной академии «ШАГ». В 2005 году создал IT-компанию ООО «Блинк Риэкшен Интернэшенэл» и стал её директором.
На выборы городского головы Николаева баллотировался как кандидат от «Самопомощи». До начала выборов его шансы занять кресло градоначальника считались небольшими. Основными претендентами на победу считались действующий городской голова Юрий Гранатуров и кандидат от «Оппозиционного блока» Игорь Дятлов. Дятлов уверенно победил в первом туре выборов, набрав 44 764 голоса избирателей (35,2 %). А вот на втором месте неожиданно оказался Сенкевич, который получил 25 904 голоса (20,4 %), опередив Гранатурова всего на 408 голосов. Во втором туре за Сенкевича проголосовало 80 636 николаевцев (54,9 %), а за Игоря Дятлова было отдано 63 567 голосов (43,28 %). Таким образом, Александр Сенкевич сенсационно стал победителем выборов.
5 октября 2017 года Николаевский городской совет (состоявший на 80 % из бывших регионалов) признал работу Александра Сенкевича неудовлетворительной и прекратил его полномочия на должности городского головы города Николаева. Центральный суд Николаева признал недействительным решение горсовета об отстранении от должности мэра Сенкевича.
Накануне местных выборов 2020 года присоединился к партии «Пропозиция». 22 ноября 2020 года выиграл 2-й тур местных выборов с 20 % отрывом.

## Награды
- Орден «За заслуги» ІІІ степени (8 декабря 2021)— за весомый личный вклад в государственное строительство, развитие местного самоуправления, многолетний добросовестный и высокий труд[6].
- Орден «За мужество» ІІІ степени (6 марта 2022) — за особый личный вклад в защиту государственного суверенитета и территориальной целостности Украины, мужество и самоотверженные действия, проявленные за время организации обороны населённых пунктов от российских агрессоров[7].